# U-lite
U-lite (pierwotnie UbuntuLite) – dystrybucja systemu GNU/Linux bazująca na systemie Ubuntu. Przeznaczona jest dla słabszych komputerów PC. Posiada niższe wymagania systemowe, dzięki czemu uruchomienie tego systemu nawet na starszych maszynach nie powinno sprawiać problemu. Działa w środowisku graficznym LXDE (tak jak Lubuntu), które jest jednym z najlżejszych środowisk graficznych systemów GNU/Linux.

## Zmiana nazwy
9 października 2008 przedstawiciel Canonical Ltd wystosował zażalenie do osób odpowiedzialnych za rozwój Ubuntulite w sprawie wykorzystywania zastrzeżonej nazwy i znaków towarowych Ubuntu. 6 listopada 2008 projekt zmienił swoją nazwę na U-lite.